# Yik Yak
Yik Yak é um aplicativo de mídia social para smartphones, lançado inicialmente em 2013 e relançado em 2021. O aplicativo, que está disponível para iOS e (anteriormente) Android, permite que as pessoas criem e visualizem tópicos de discussão em um raio de 8 km.
Apesar dos fortes níveis de crescimento em 2013 e 2014, após várias críticas pesadas da mídia à facilitação do cyberbullying, o serviço viu uma estagnação maciça no crescimento de sua base de usuários. Somente em 2016, os downloads de usuários caíram 76% em comparação com 2015. Na falta de manter o envolvimento dos usuários, Yik Yak anunciou em 28 de abril de 2017 que o serviço seria fechado na semana seguinte. Por US$ 1 milhão, a Square comprou a propriedade intelectual de Yik Yak e contratou vários de seus ex-funcionários. Em 15 de agosto de 2021, o Yik Yak anunciou em seu site oficial que estava retornando, com o aplicativo disponível para download no iOS.

## História
Os co-fundadores, Tyler Droll e Brooks Buffington, são formados pela Universidade Furman, em Greenville, Carolina do Sul. Os dois começaram a colaborar quando foram colocados na mesma classe em que aprenderam a codificar aplicativos para iPhone.
Depois de se formar na Universidade Furman, eles decidiram trabalhar em tempo integral com seu projeto. Droll abandonou a faculdade de medicina pouco antes de começar e Buffington adiou sua carreira financeira. Os dois, juntamente com Will Jamieson, lançaram o aplicativo em novembro de 2013 e, doze meses depois, Yik Yak foi classificado como o nono aplicativo de mídia social mais baixado nos Estados Unidos.
Em 28 de abril de 2017, a Yik Yak anunciou que seria encerrada. Isso seguiu meses de rumores entre os usuários do aplicativo sobre um possível desligamento. A popularidade em declínio do aplicativo se tornou muito visível e o aplicativo deixou de funcionar a partir de 5 de maio de 2017.

## Recursos
- Yakarma: Yakarma foi uma pontuação numérica gerada pelo software que teve como objetivo medir o sucesso ativo de um usuário. O número aumentou e diminuiu com base nas respostas aos seus yaks por outros usuários próximos. Yakarma mudou dependendo do número de votos negativos ou positivos, respostas e comentários feitos na postagem de um usuário. O recebimento de votos negativos afetou negativamente o Yakarma de um usuário, enquanto os votos positivos aumentaram. O efeito exato no yakarma foi determinado pelo status (yakarma) do usuário que votou.[8]

- Voto a favor / voto negativo: Votos acima e abaixo foram essencialmente classificações de usuários em um determinado iaque. Para que um post se tornasse popular, ele precisava receber mais votos positivos do que negativos, quando exibia um número positivo ao lado. Se os votos em uma postagem atingirem o valor de -5, ela será excluída permanentemente.[8]

- Espiar: O recurso "espiar" permitiu que os usuários visualizassem anonimamente outros feeds da comunidade Yik Yak. Inicialmente, as únicas outras áreas em que os usuários podiam "espiar" eram faculdades americanas e internacionais. Com a atualização do aplicativo em 20 de outubro de 2014, os usuários puderam espreitar qualquer faculdade ou cidade do mundo. Quando os usuários visualizavam outros feeds do Yik Yak, eles podiam ver as postagens de outros usuários, mas não podiam votar ou postar nessa comunidade. Os usuários só podiam postar em sua comunidade local do Yik Yak.[8]

- Outros Yaks principais: isso simplesmente mostrava a página de resultados de imagens do google pesquisando a palavra "iaque". Geralmente apenas fotos de iaques (o animal).[8]

- Fotos: esse recurso permitiu que os usuários incluíssem fotos em seus iaques. A empresa indicou que as fotos enviadas eram moderadas e que nenhum conteúdo inapropriado, conteúdo ilegal ou rostos eram permitidos nos feeds locais.  Mais especificamente, as coleções de fotos exibiam uma grade de fotografias populares enviadas por qualquer pessoa no local especificado.[8]

- Recursos ocultos: Yik Yak também continha um filtro de palavras. Quando uma postagem continha linguagem ofensiva ou ameaçadora, o aplicativo lembrava ao usuário que sua postagem poderia ser ofensiva e perguntava se eles ainda desejavam publicá-la. Se o usuário ignorar o aviso, a postagem será sinalizada e sujeita a remoção pelos moderadores. As postagens que continham números de telefone não puderam ser postadas.[8]

## Extinção
Uma das maiores críticas aos sites e aplicativos de mídia social é seu potencial inerente para alimentar a quantidade crescente de cyberbullying. Devido ao assédio generalizado e assédio cometido por Yik Yak, muitas escolas e distritos escolares tomaram medidas para banir o aplicativo. Isso incluiu vários distritos escolares de Chicago, Universidade de Norwich, em Vermont, Distrito Escolar Independente de Eanes, no Texas, Lincoln High School district, em Rhode Island, New Richmond School District, em Ohio , Shawnigan Lake School no Canadá e Pueblo County School District no Colorado. Tatum High School no Novo México proibiu o uso de telefone celular da escola devido a Yik Yak, e a Associação de Governo Estudantil da Universidade Emory, na Geórgia, tentou proibir o aplicativo no campus, mas não o fez após uma imensa reação. dos alunos.
Em 13 de maio de 2015, o presidente da Universidade de Santa Clara, padre Michael Engh, divulgou uma declaração a todos os alunos depois que várias observações racistas foram publicadas no Yik Yak. Ele escreveu: "O discurso de ódio, que não deve ser confundido com o discurso livre, não tem lugar na Universidade de Santa Clara, porque viola a dignidade e o respeito com os quais cada membro de nossa comunidade tem o direito de ser tratado. Comentários prejudiciais dirigidos a indivíduos ou grupos diminuem a todos nós e criam uma atmosfera divisória de desconfiança e suspeita."
Em 3 de outubro de 2014, o The Huffington Post publicou um editorial de Ryan Chapin Mach intitulado "Por que seu campus universitário deveria proibir o Yik Yak", que afirmava que os painéis de mensagens anônimas do Yik Yak "são como bancas de banheiro sem banheiros. são fontes de conversas inúteis ou prejudiciais, e são uma tristeza completa ".
Para remediar os casos de bullying nas escolas de ensino médio e médio de todo o país, Droll e Buffington alteraram o aplicativo para incluir cercas geográficas que funcionam em segundo plano. Essas cercas invisíveis desativam o aplicativo dentro de suas fronteiras definidas. No início, esses limites foram instalados manualmente pelos desenvolvedores, mas rapidamente ficou claro que eles precisariam de assistência externa. Eles encontraram essa assistência em uma empresa com sede em Vermont, conhecida como Maponics. Maponics "constrói e define limites geográficos". Eles já tinham quase 85% das escolas secundárias do país mapeadas, facilitando o acesso ao Yik Yak nessas áreas.
A frequência de bullying e assédio que aconteceu em Yik Yak pode ter sido exagerada pelas histórias da mídia citando incidentes específicos.  pesquisadores identificaram como o Yik Yak é usado principalmente como uma maneira positiva de explorar identidades raciais, étnicas e sexuais e criar um senso de comunidade no campus. Outros identificaram como o Yik Yak dá voz aos estudantes marginalizados no campus.
Em dezembro de 2014, os pesquisadores de segurança descobriram e demonstraram um possível ataque ao serviço, em que um usuário do Yik Yak poderia ter sua conta comprometida e desanonizada (com a identidade revelada) se um invasor estivesse usando a mesma rede Wi-Fi.
Em fevereiro de 2015, a Yik Yak foi exposta a votação sistemática e exclusão de postagens que mencionavam concorrentes. O sistema automático reduziu a votação e excluiu todas as postagens que continham palavras associadas a nomes de outros aplicativos usados por estudantes universitários, incluindo "fade", "invisível", "erodr" e "sneek". O algoritmo de downvoting, que atribuiu downvotes em intervalos regulares até a exclusão das postagens, parecia ter sido projetado para induzir os usuários a pensar que suas postagens eram impopulares entre os pares, em vez de censuradas pelo próprio Yik Yak.
Durante 2016, o uso do Yik Yak diminuiu severamente em 76% em relação a 2015. Isso limitou seu antigo potencial de crescimento projetado e, em dezembro de 2016, o Yik Yak demitiu 60% de seus trabalhadores. Com base em um relatório da The Verge, a comunidade, o marketing, o design e as equipes de produtos foram profundamente afetados.
Em abril de 2017, a empresa anunciou seu fechamento. A operadora de pagamentos móveis Square Inc comprou o que restava da organização por US$ 1 milhão e despojou a empresa de seus ativos e integrou os engenheiros da Yik Yak em suas operações.
No dia 16 de agosto de 2021, YikYak é reaberto e lançado novamente na App Store.